# Archerie montée

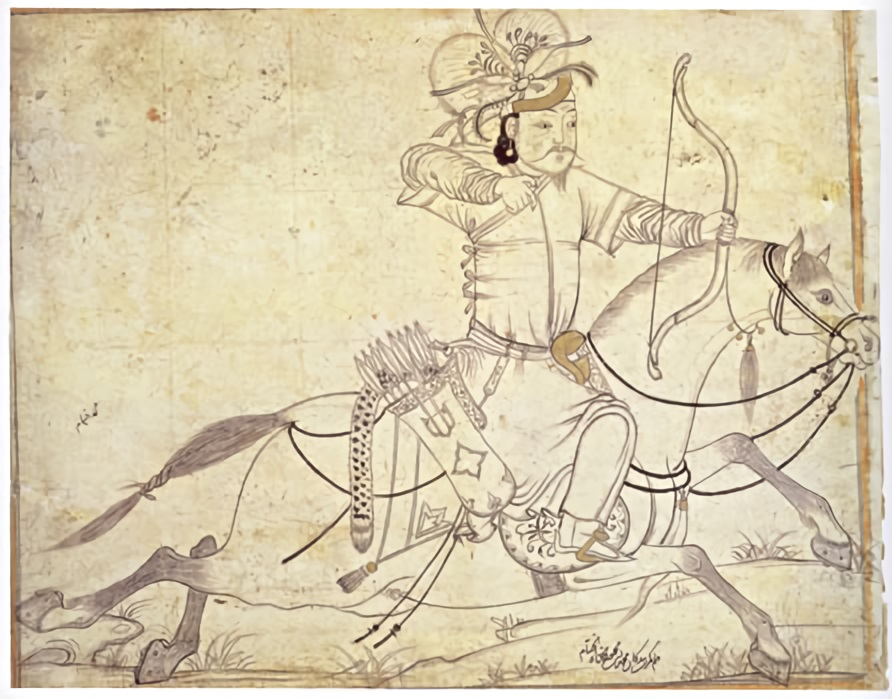
Archer à cheval Houlagides.

L'archerie montée désigne une technique de combat impliquant un cavalier armé d'un arc. 

## Historique

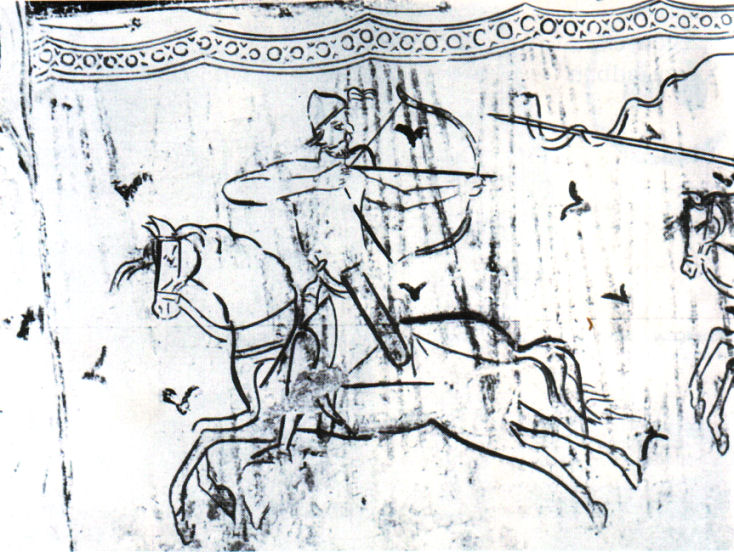
Archer à cheval en action (fresque italienne du Xe siècle).

Pour utiliser son arc, le cavalier doit lâcher les rênes et de tels soldats ont donc besoin d'une habileté équestre exceptionnelle. Cette façon de combattre est typique des nomades à cheval des steppes eurasiennes. Parmi les peuples connus dans ce domaine, on trouve les peuples indo-iraniens (Scythes, Parthes, Sassanides, Sarmates, Roxolans, Iazyges, Alains, etc.), les peuples turco-mongols (Huns ou Xiongnu, Avars, Proto-Bulgares, Köktürks, Khazars, Petchénègues, Coumans, etc.), les Magyars ou Hongrois.
Au Japon, la cavalerie archère s'appelle Yabusame. Les Indiens d'Amérique du Nord (surtout les Comanches) ont aussi utilisé cette méthode de combat.

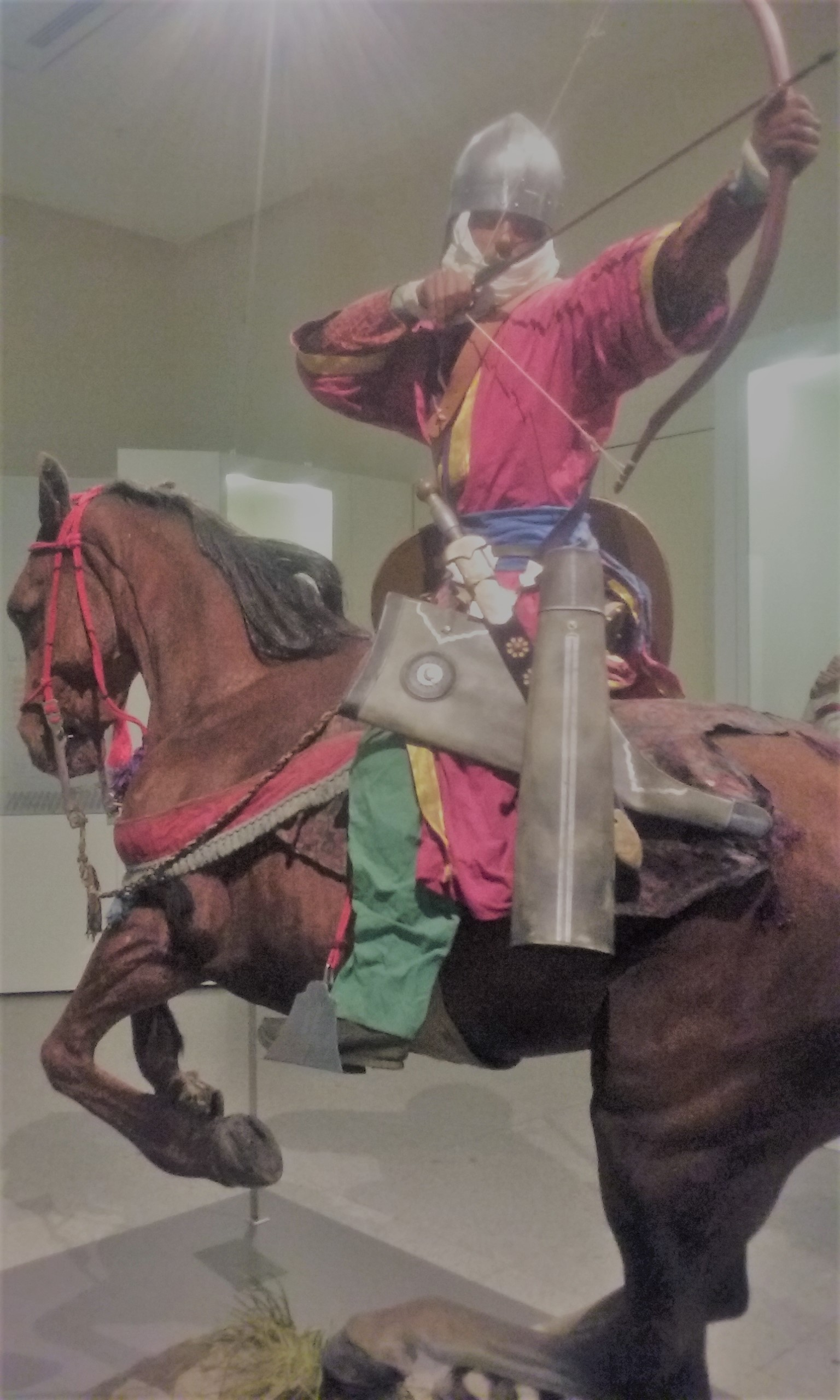
Archer à cheval nasride des guerres de Grenade.

L'armée Seldjoukide utilisait des archers montés, ainsi que l'armée ottomane qui avait conservé ses traditions ancestrales des steppes d'Asie Centrale. Les Sipahis pouvaient compter des unités d'archerie montée. 

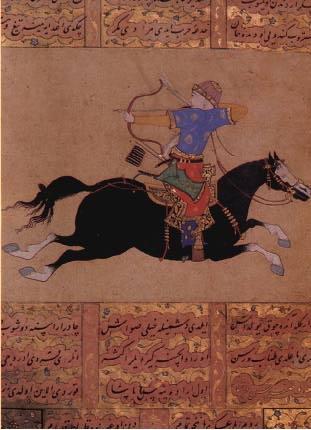
Archer à cheval Ottoman.

Tirer à l'arc exige d'un archer qu'il déplace son poids derrière l'épaule du bras qui tient l'arc. Par ailleurs, les flèches ont une efficacité relativement faible et ne servent à rien dans les combats rapprochés. Les archers à pied étaient donc extrêmement vulnérables, particulièrement contre des adversaires portant des armures. Les archers à cheval, avec leur poids qui reposait sur le dos de leur monture, pouvaient encocher et tirer tout en se déplaçant. Une tactique célèbre est celle des Parthes, capables de continuer à tirer pendant qu'ils rompaient le combat et s'enfuyaient (voir Flèche du Parthe). Pour cette raison, l'expression « la flèche du Parthe » peut aussi s'appliquer à une remarque particulièrement désagréable, lorsque la conversation est quasiment terminée.
L'arme préférée des archers à cheval était l'arc à double courbure, assez compact pour tirer depuis un cheval, mais avec une portée et une force de pénétration suffisantes. La seule chose qu'ils pouvaient craindre étaient les flèches adverses, mais ils pouvaient tourner le dos et s'enfuir hors de leur portée après chaque attaque. Ils n'avaient donc besoin que d'une armure légère, voire d'aucune, ce qui leur permettait d'utiliser de petites montures comme des poneys. Ils s'équipaient donc à bon marché et leur mobilité stratégique en était accrue.
Les mouvements du cheval en course sont cependant une gêne qui empêche de viser avec exactitude. Avec l'invention des étriers, les archers ont pu se dresser sur eux pour amortir le mouvement du cheval. Une autre méthode pour augmenter la précision du tir est de décocher quand aucun des sabots du cheval ne touche terre[réf. nécessaire]. Toutefois, la méthode la plus utilisée reste le tir sur zone, plus rapide, et qui douche l’adversaire : ainsi, même non-touché, celui-ci est ralenti.
Les archers à cheval ont joué un rôle essentiel dans les batailles de Carrhes et de Legnica. Dans les deux cas, ce sont eux qui l'ont emporté parce que leurs adversaires avaient besoin du contact direct. Le développement des armes à feu modernes a eu finalement raison des archers à cheval. Néanmoins, lors de la bataille de Sarhu, en 1619, les Jin postérieurs utilisant des archers montés ont battu les Ming équipés de fusils et de canons.

## Discipline sportive
Depuis les années 1990, l'archerie équestre connaît un renouveau spectaculaire par le biais de la compétition. Un championnat du monde est organisé tous les ans en Corée du Sud, ainsi qu'un championnat d'Europe officiel, depuis 2017. 
Plusieurs compétitions internationales de type « open » sont organisées dans le monde entier, principalement en Pologne, en Hongrie, en France et en Turquie.